# Johann Baptist Verda von Verdenberg
Johann Baptist Verda, seit 1623 Freiherr von Verdenberg, auch Werdenberg, seit 1630 Graf von Werdenberg zu Namiest, (* um 1582; † 15. November 1648 in Wien) war der erste Hofkanzler für Oberösterreich, Innerösterreich und Niederösterreich, Diplomat und enger Vertrauter von Ferdinand II.

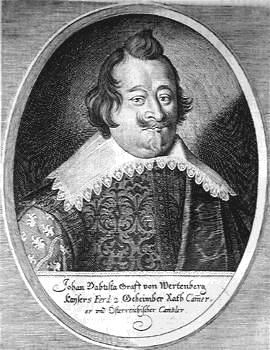
Johann Baptist Verda von Verdenberg

## Leben
Die wohl bürgerliche Notabelnfamilie Verda stammte aus Gandria im Tessin (siehe: Liste von Persönlichkeiten aus Gandria, Familie Verda), wo andere Familienzweige auch zahlreiche Steinmetzen, Bildhauer und Baumeister hervorgebracht hatten. Der Vater, ein Jurist, siedelte sich nach seiner Heirat in Görz an. Johann Baptist besuchte zusammen mit seinem Bruder zur schulischen Ausbildung das Jesuitenkolleg in Graz. Dort begann er auch ein Studium der Philosophie, ehe er seit 1603 in Pavia Rechtswissenschaften studierte. Er beendete das Studium als Doktor der Rechte. Seit 1607 arbeitete er für den Hof Ferdinands II. in Innerösterreich. Er arbeitete im Bereich der Hofkammer und stieg dort zum Prokurator auf.
Als Ferdinand als Kaiser nach Wien zog, folgte ihm Verda und zahlreiche andere vertraute Mitarbeiter. Verda wurde zum Geheimen Rat und zum ersten österreichischen Hofkanzler ernannt. Dieses neue Amt sollte die Basis für eine von den Ständen unabhängige Verwaltung des Landesherren darstellen. Verda bekleidete es seit 1619 oder 1620. Er war maßgeblich an der Abfassung der absolutistisch orientierten Verneuerten Landesordnung für Böhmen beteiligt.
Während des Dreißigjährigen Krieges zählte er zu der sogenannten „friedländischen“ Hofpartei, die mit Wallenstein verbunden war. Wohl wegen dieser Nähe war er 1630 zusammen mit Gerhard von Questenberg zur Zeit des Regensburger Kurfürstentages Verbindungsmann zwischen dem Kaiser und Wallenstein und verhandelte mit diesem über bestimmte Zugeständnisse, um Wallenstein nicht wie von den Kurfürsten verlangt, entlassen zu müssen. Diese hielten aber an ihrer Forderung fest und Verda hatte dem General das Absetzungsschreiben zu übergeben. Später verhandelte er mit ihm über die Bedingungen für die erneute Übernahme des Generalats. Im Zuge der Intrigen gegen Wallenstein, die schließlich zu dessen Ermordung führten, wechselte Verda die Fronten und brandmarkte ihn vor den Ständen von Niederösterreich zum Verräter und Rebellen.
Stark beteiligt war er an den Verhandlungen mit Johann Georg I. von Sachsen, die 1636 schließlich zum Frieden von Prag führten. Im Jahr 1636 wurde er mit einer erfolglosen diplomatischen Mission nach England betraut. Er war einer der wenigen Vertrauten, die 1637 zum Sterbelager Ferdinand II. zugelassen wurden. Nach dem Tod Ferdinands trat er von seinem Posten als Hofkanzler zurück, blieb aber geheimer Rat. Seit 1646 nahm er an den Sitzungen des Geheimen Rates nicht mehr teil, sondern zog sich auf seine Güter in Böhmen zurück.
Verda nutzte seine Verbindungen zum Erwerb zahlreicher Güter und Herrschaften und profitierte unter anderem von der Konfiskation von Besitzungen ehemaliger Unterstützer des böhmischen Aufstandes. Teilweise ließ er die Herrenhäuser seiner Besitzungen, wie in Schloss Grafenegg, im Stil der Zeit umbauen. In Wien besaß er ein Palais an der Stelle des Schwarzenbergischen Palais am Neuen Markt. Von Wallenstein erwarb er das Schloss Namiest mit der zugehörigen Herrschaft.
Als Herrschaftsbesitzer gehörte er zahlreichen Ständeversammlungen an, so in Görz, dort war er seit 1626 Erbstallmeister, in der Steiermark, Niederösterreich, Krain, Mähren, Kärnten und Oberösterreich an. Im Jahr 1623 wurde er zum Freiherren von Verdenberg erhoben. Seit 1629 war er kaiserlicher Kämmerer. Ferdinand II. erhob die Herrschaft Namiest 1630 zur Grafschaft. Das ihm verliehene Wappen führte im Herzschild die Kirchenfahne des 1534 erloschenen, alten hochadligen Grafenhauses Werdenberg, obwohl er mit diesem nichts zu tun hatte.

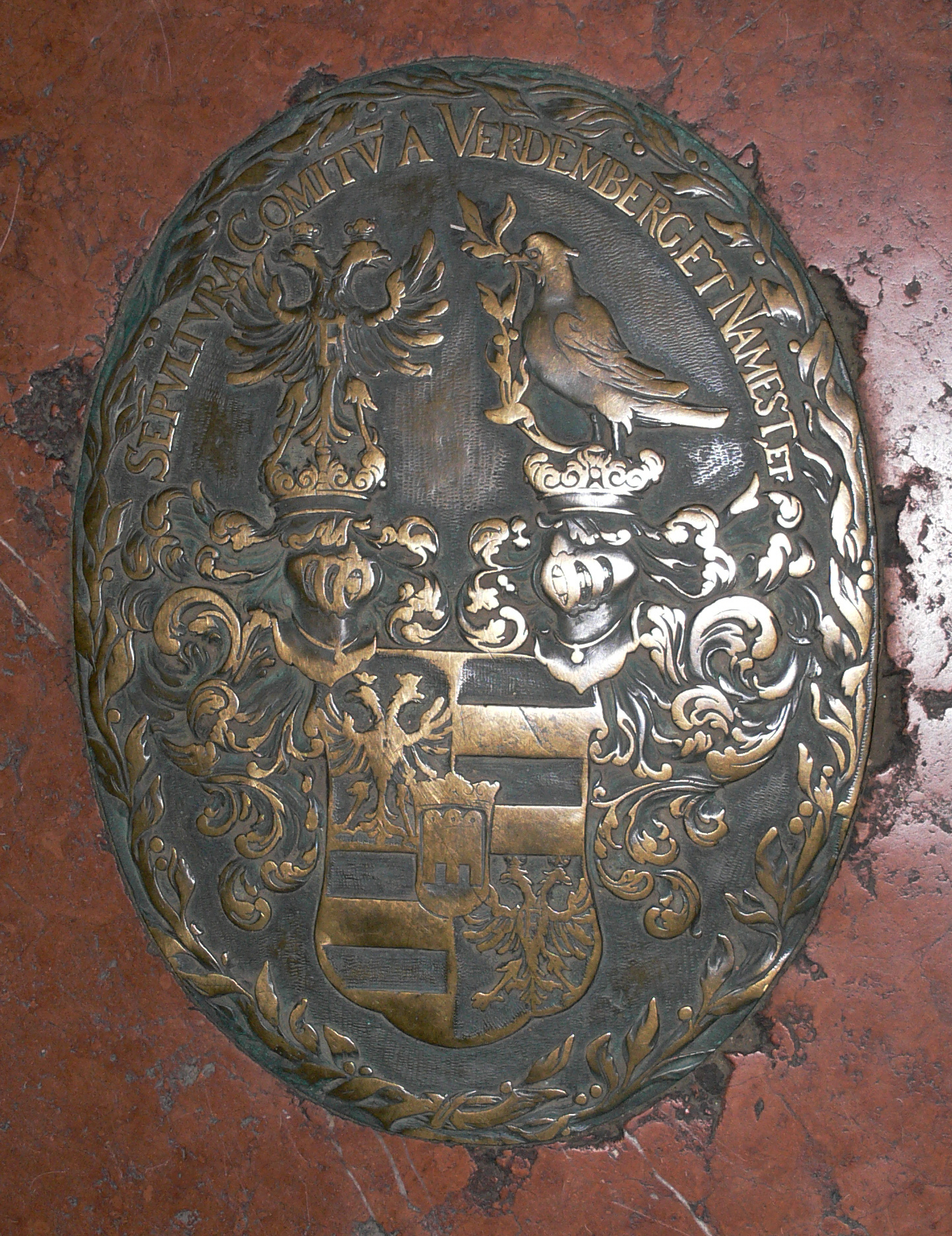
Wappen des Johann Baptist Verda von Verdenberg in der Michaelerkirche in Wien

In der Michaelerkirche in Wien ließ er im barocken Stil eine Grabstätte erbauen. Er förderte großzügig den Orden der Barnabiten, die zu seiner Zeit auch die Michaelerkirche innehatten. Den Nordchor der Michaelerkirche hat er auf seine Kosten umgestalten lassen. Auch anderswo trat er als Stifter auf. So geht auf ihn das heute als Bezirksmuseum Mödling genutzte Kapuzinerkloster in Mödling, eine Kirche und ein Spital in Straß im Straßertale und eine Kirche in Namiest zurück. In Görz stiftete er ein Seminar für verarmte adelige Jugendliche.
Er hinterließ drei Bände mit handschriftlichen Aufzeichnungen aus der Zeit zwischen 1602 und 1647. Als Figur taucht er in Schillers Stück Wallenstein auf.

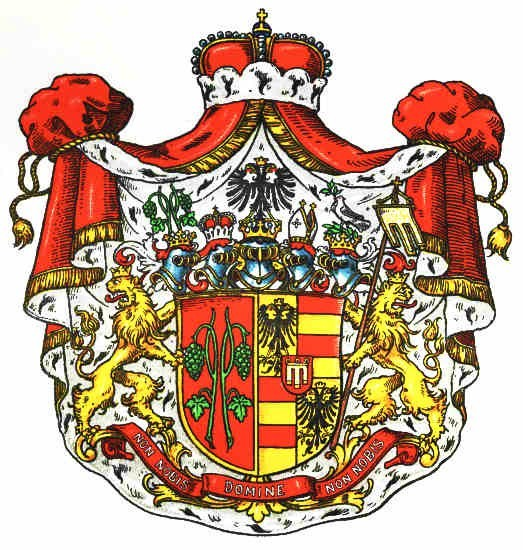
Wappen Lichnowsky-Werdenberg

Das von ihm begründete, neue gräfliche Geschlecht Werdenberg erlosch bereits mit seinem einzigen Sohn, der keine männlichen Nachfahren hatte. Die älteste Tochter Verdenbergs war mit Adrian von Enkevort verheiratet, wodurch Namiest und viele der anderen Besitzungen in Mähren und Böhmen später an die Familie Enckevort kamen Mit dem Tod des Geheimrats Adrian Graf von Enckevort am 20. August 1738 starb dieser gräfliche Familienzweig im Mannesstamm aus. Anthonie Graf Breuner (1698–1757) nahm als Erbe den Namen Breuner von Enkevoirt an. Die Fürsten Lichnowsky erlangten 1846 durch ein österreichisches Anerkennungsdiplom die Namens- und Wappenvereinigung mit den Werdenberg und nannten sich seither „Fürst Lichnowsky, Graf von Werdenberg, Edler Herr von Woschtitz“. Der Werdenberg’sche Grafentitel erfolgte auf den Umstand, dass der Urgroßvater des Fürsten Eduard Maria, der Freiherr Franz Leopold von Lichnowsky, mit Maria Barbara, der Letzten aus dem auf Johann Baptist zurückgehenden Hause Werdenberg, vermählt gewesen sei.

## Familie
Im Jahr 1614 heiratete er Maria Katharina von Coronini zu Cronberg († 1660). Der Ehe entstammten vier Kinder, von denen drei den Vater überlebten:
- Anna Camilla (1620–1665) ⚭ Adrian von Enkevort (1603–1663)
- Eleonora Catharina (1629–1660) ⚭ Graf Peter von Ugarte (1619–1679) (Offizier und 1679 Kommandant der Wiener Stadt-Guardia) (Wahrscheinlicher jedoch ist, dass Eleonora Catharina eine Tochter des Bruders Johann Peter von Verdenberg war [Bruno Bortoni, Lokalhistoriker, Lugano, 1966])
- Maria Cäcilia ⚭ Graf Johann Christoph von Herberstein[5]
- Luzia Petronilla
- Johann Ferdinand (* 1615; † 27. März 1666) ⚭ Catharina Elisabeth von Herberstein (Tochter von Johann Christoph)

Kaiser Ferdinand II. und seine Frau waren 1615 Paten für den Sohn Verdas.
Die Erwerbungen Verdenbergs, Schloss Namiest in Böhmen sowie die niederösterreichischen Güter Schloss Grafenegg, Schloss Seebarn in Grafenwörth und Burg Schönberg, kamen später im Erbgang an die Grafen von Enckevort.